# Chili op de Paralympische Zomerspelen 2020
Chili was een van de landen die deelnam aan de Paralympische Zomerspelen 2020 in Tokio, Japan.

## Medailleoverzicht
| Atletiek     | Francisca Mardones Sepulveda        | Kogelstoten, F54 (v)           | Goud   |  |  |
| Zwemmen      | Alberto Abarza                      | 100 m rugslag, S2 (m)          | Goud   |  |  |
|              |                                     |                                |        |  |  |
| Boogschieten | Mariana Elena Adelina Zuniga Varela | Individueel, compound open (v) | Zilver |  |  |
| Zwemmen      | Alberto Abarza                      | 200 m vrije slag, S2 (m)       | Zilver |  |  |
| Zwemmen      | Alberto Abarza                      | 50 m rugslag, S2 (m)           | Zilver |  |  |
|              |                                     |                                |        |  |  |
| Kanovaren    | Katherinne Wollermann               | Eenpersoons kayak, KL1 (v)     | Brons  |  |  |

## Deelnemers en resultaten
(m) = mannen, (v) = vrouwen 

### Atletiek

#### Baanonderdelen
| Atleet                                               | Onderdeel       | Series              | Series              | Finale              | Finale              |
| Atleet                                               | Onderdeel       | Resultaat           | Rang                | Resultaat           | Rang                |
| ---------------------------------------------------- | --------------- | ------------------- | ------------------- | ------------------- | ------------------- |
| Cristian Valenzuela Gids: Matias Andres Silva Lastra | 1500 m, T11 (m) | 4:14.85             | 6e                  | 4:30.04             | 7e                  |
| Cristian Valenzuela Gids: Matias Andres Silva Lastra | 5000 m, T11 (m) | Niet van toepassing | Niet van toepassing | 17:15.14            | 8e                  |
|                                                      |                 |                     |                     |                     |                     |
| Amanda Cerna                                         | 200 m, T47 (v)  | 0:27.13             | 12e                 | Niet gekwalificeerd | Niet gekwalificeerd |
| Amanda Cerna                                         | 400 m, T47 (m)  | 1:00.04             | 7e                  | 1:00.12             | 6e                  |
| Margarita Faundez Gids: Francisco Segovia            | 1500 m, T11 (v) | 5:46.50             | 10e                 | Niet gekwalificeerd | Niet gekwalificeerd |

#### Veldonderdelen
| Paralympiër                  | Onderdeel             | Resultaat | Prestatie  |
| ---------------------------- | --------------------- | --------- | ---------- |
| Francisca Mardones Sepulveda | Kogelstoten, F54 (v)  | Goud      | 8.33 WR PR |
| Francisca Mardones Sepulveda | Discuswerpen, F55 (v) | 10e       | 18.53      |

### Bankdrukken
| Paralympiër                       | Onderdeel  | Resultaat             | Prestatie             |
| --------------------------------- | ---------- | --------------------- | --------------------- |
| Jorge Carinao                     | -65 kg (m) | Geen geldig resultaat | Geen geldig resultaat |
| Juan Carlos Garrido               | -59 kg (m) | 4e                    | 183.0                 |
|                                   |            |                       |                       |
| Camila Campos                     | -55 kg (v) | 4e                    | 115.0                 |
| Marion Alejandra Serrano Guajardo | -86 kg (v) | 6e                    | 117.0                 |

### Boogschieten
| Paralympiër                         | Onderdeel                      | Kwalificatie | Kwalificatie | 1e ronde             | 2e ronde                      | 3e ronde                     | Kwartfinale                   | Halve finale                            | (troost)Finale                         | Rang   |
| Paralympiër                         | Onderdeel                      | Score        | Positie      | Tegenstander Uitslag | Tegenstander Uitslag          | Tegenstander Uitslag         | Tegenstander Uitslag          | Tegenstander Uitslag                    | Tegenstander Uitslag                   | Rang   |
| ----------------------------------- | ------------------------------ | ------------ | ------------ | -------------------- | ----------------------------- | ---------------------------- | ----------------------------- | --------------------------------------- | -------------------------------------- | ------ |
| Mariana Elena Adelina Zuniga Varela | Individueel, compound open (v) | 671          | 14e          | Niet van toepassing  | CHN Jiamin Zhou W met 144-137 | TUR Oznur Cure W met 143-140 | CHN Yueshan Lin W met 138-138 | RPC Stepanida Artakhinova W met 142-141 | GBR Phoebe Paterson Pine V met 134-133 | Zilver |

### Kanovaren
| Atleet                | Onderdeel                  | Heats     | Heats | Halve finale        | Halve finale        | A/B finale | A/B finale |
| Atleet                | Onderdeel                  | Resultaat | Rang  | Resultaat           | Rang                | Resultaat  | Rang       |
| --------------------- | -------------------------- | --------- | ----- | ------------------- | ------------------- | ---------- | ---------- |
| Katherinne Wollermann | Eenpersoons kayak, KL1 (v) | 0:57.121  | 3e QA | Niet van toepassing | Niet van toepassing | 0:55.921   | Brons      |

### Tafeltennis
| Paralympiër                   | Onderdeel         | Groepsfase                      | Groepsfase                                   | Groepsfase           | Positie             | Finalefase                           | Finalefase                    | Finalefase           | Finalefase           | Plaats |
| Paralympiër                   | Onderdeel         | Wedstrijd I                     | Wedstrijd II                                 | Wedstrijd III        | Positie             | 1/8e finale                          | Kwartfinale                   | Halve finale         | Finale               | Plaats |
| Paralympiër                   | Onderdeel         | Tegenstander Uitslag            | Tegenstander Uitslag                         | Tegenstander Uitslag | Positie             | Tegenstander Uitslag                 | Tegenstander Uitslag          | Tegenstander Uitslag | Tegenstander Uitslag | Plaats |
| ----------------------------- | ----------------- | ------------------------------- | -------------------------------------------- | -------------------- | ------------------- | ------------------------------------ | ----------------------------- | -------------------- | -------------------- | ------ |
| Cristian Dettoni              | Enkelspel, C6 (m) | ESP Alvaro Valera W met 3-0     | GRE Kanellis Marios Chatzikyriakos V met 2-3 | Niet van toepassing  | 1e                  | Bye                                  | USA Ian Seidenfield V met 3-2 | Uitgeschakeld        | Uitgeschakeld        | 5e     |
| Luis Flores                   | Enkelspel, C2 (m) | THA Thirayu Chueawong W met 3-2 | SVK Martin Ludrovsky W met 3-2               | Niet van toepassing  | 1e                  | UKR Oleksandr Yezyk V met 2-3        | Uitgeschakeld                 | Uitgeschakeld        | Uitgeschakeld        | 9e     |
| Cristian Gonzalez             | Enkelspel, C4 (m) | TUR Nesim Turan V met 0-3       | CHN Yan Zhang W met 3-2                      | Niet van toepassing  | 2e                  | ESP Francisco Lopez Sayago V met 0-3 | Uitgeschakeld                 | Uitgeschakeld        | Uitgeschakeld        | 9e     |
| Luis Flores Cristian Gonzalez | Team, C4-5 (m)    | Niet van toepassing             | Niet van toepassing                          | Niet van toepassing  | Niet van toepassing | Bye                                  | CHN V met 0-2                 | Uitgeschakeld        | Uitgeschakeld        | 5e     |
|                               |                   |                                 |                                              |                      |                     |                                      |                               |                      |                      |        |
| Tamara Leonelli               | Enkelspel, C5 (v) | CHN Jiamin Pan V met 0-3        | KOR Young A Jung V met 0-3                   | Niet van toepassing  | 3e                  | Niet gekwalificeerd                  | Niet gekwalificeerd           | Niet gekwalificeerd  | Niet gekwalificeerd  | 7e     |

### Tennis
| Paralympiër                       | Onderdeel               | 1e ronde                                    | 2e ronde                                                   | 3e ronde                                           | Kwartfinale          | Halve finale         | (troost)Finale       | Rang |
| Paralympiër                       | Onderdeel               | Tegenstander Uitslag                        | Tegenstander Uitslag                                       | Tegenstander Uitslag                               | Tegenstander Uitslag | Tegenstander Uitslag | Tegenstander Uitslag | Rang |
| --------------------------------- | ----------------------- | ------------------------------------------- | ---------------------------------------------------------- | -------------------------------------------------- | -------------------- | -------------------- | -------------------- | ---- |
| Alexander Cataldo                 | Rolstoel enkelspel (m)  | SRI D S R Dharmasena W 2-0 (6-3, 6-4)       | NED Ruben Spaargaren V 0-2 (2-6, 3-6)                      | Uitgeschakeld                                      | Uitgeschakeld        | Uitgeschakeld        | Uitgeschakeld        | 17e  |
| Jaime Sepulveda                   | Rolstoel enkelspel (m)  | POL Piotr Jaroszewski V 1-2 (6-1, 4-6, 4-6) | Uitgeschakeld                                              | Uitgeschakeld                                      | Uitgeschakeld        | Uitgeschakeld        | Uitgeschakeld        | 33e  |
| Alexander Cataldo/Jaime Sepulveda | Rolstoel dubbelspel (m) | Niet van toepassing                         | POL Kamil Fabisiak/Piotr Jaroszewski W 2-1 (6-3, 4-6, 6-3) | NED Carlos Anker/Ruben Spaargaren V 0-2 (1-6, 5-7) | Uitgeschakeld        | Uitgeschakeld        | Uitgeschakeld        | 9e   |
|                                   |                         |                                             |                                                            |                                                    |                      |                      |                      |      |
| Macarena Cabrillana               | Rolstoel enkelspel (v)  | Niet van toepassing                         | NED Diede de Groot V 0-2 (1-6, 0-6)                        | Uitgeschakeld                                      | Uitgeschakeld        | Uitgeschakeld        | Uitgeschakeld        | 17e  |

### Zwemmen
| Atleet                         | Onderdeel                 | Series    | Series | Finale    | Finale |
| Atleet                         | Onderdeel                 | Resultaat | Rang   | Resultaat | Rang   |
| ------------------------------ | ------------------------- | --------- | ------ | --------- | ------ |
| Alberto Abarza                 | 200 m vrije slag, S2 (m)  | 4:18.25   | 2e     | 4:14.17   | Zilver |
| Alberto Abarza                 | 50 m rugslag, S2 (m)      | 0:57.58   | 2e     | 0:57.76   | Zilver |
| Alberto Abarza                 | 100 m rugslag, S2 (m)     | 2:02.28   | 2e     | 2:00.40   | Goud   |
| Vicente Enrique Almonacid Heyl | 100 m schoolslag, SB8 (m) | 1:12.11   | 7e     | 1:12.69   | 8e     |

Afghanistan · 
Algerije · 
Amerikaanse Maagdeneilanden · 
Angola · 
Argentinië · 
Armenië · 
Aruba · 
Australië · 
Azerbeidzjan · 
Bahrein · 
Barbados · 
Belarus · 
België · 
Benin · 
Bermuda · 
Bosnië en Herzegovina · 
Botswana · 
Brazilië · 
Bulgarije · 
Burkina Faso · 
Burundi · 
Cambodja · 
Canada · 
Centraal-Afrikaanse Republiek · 
Chili · 
China · 
Chinees Taipei · 
Colombia · 
Congo-Brazzaville · 
Congo-Kinshasa · 
Costa Rica · 
Cuba · 
Cyprus · 
Denemarken · 
Dominicaanse Republiek · 
Duitsland · 
Ecuador · 
Egypte · 
El Salvador · 
Estland · 
Ethiopië · 
Faeröer · 
Fiji · 
Filipijnen · 
Finland · 
Frankrijk · 
Gabon · 
Gambia · 
Georgië · 
Ghana · 
Griekenland · 
Groot-Brittannië · 
Guatemala · 
Guinee · 
Guinee‑Bissau · 
Haïti · 
Honduras · 
Hongarije · 
Hongkong · 
Ierland · 
IJsland · 
India · 
Indonesië · 
Irak · 
Iran · 
Israël · 
Italië · 
Ivoorkust · 
Jamaica · 
Japan · 
Jordanië · 
Kaapverdië · 
Kameroen · 
Kazachstan · 
Kenia · 
Kirgizië · 
Koeweit · 
Kroatië · 
Laos · 
Lesotho · 
Letland · 
Libanon · 
Liberia · 
Libië · 
Litouwen · 
Luxemburg · 
Madagaskar · 
Maleisië · 
Mali · 
Malta · 
Marokko · 
Mauritius · 
Mexico · 
Moldavië · 
Mongolië · 
Montenegro · 
Mozambique · 
Namibië · 
Nederland · 
Nepal · 
Nicaragua · 
Nieuw-Zeeland · 
Niger · 
Nigeria · 
Noord-Macedonië · 
Noorwegen · 
Oeganda · 
Oekraïne · 
Oezbekistan · 
Oman · 
Oostenrijk · 
Pakistan · 
Palestina · 
Panama · 
Papoea-Nieuw-Guinea · 
Peru · 
Polen · 
Portugal · 
Puerto Rico · 
Qatar · 
Roemenië · 
Russisch Paralympisch Comité ·
Rwanda · 
Saint Vincent en Grenadines · 
Samoa · 
Saoedi-Arabië · 
Sao Tomé en Principe · 
Senegal · 
Servië · 
Seychellen · 
Sierra Leone · 
Singapore · 
Slovenië · 
Slowakije · 
Somalië · 
Spanje · 
Sri Lanka · 
Syrië · 
Tadzjikistan · 
Tanzania · 
Thailand · 
Togo · 
Tonga · 
Trinidad en Tobago · 
Tsjechië · 
Tunesië · 
Turkije · 
Turkmenistan · 
Uruguay · 
Venezuela · 
Verenigde Arabische Emiraten · 
Verenigde Staten · 
Vietnam · 
Zimbabwe · 
Zuid-Afrika · 
Zuid-Korea · 
Zweden · 
Zwitserland
Paralympisch Vluchtelingen Team